# 楚 (張邦昌)
楚（そ）は、靖康の変後に金朝が中原を治めるために設けた漢人の傀儡政権。大楚（たいそ）ともいう。不人気な政権で金軍が北に去るとすぐに瓦解した。

## 歴史
北宋の都の汴梁（現在の河南省開封市）が金軍に包囲されると、太宰兼門下侍郎の張邦昌は講和派として金朝への領地割譲を主張したが、李綱・种師道・陳東らの主戦派からは「社稷の賊」と弾劾を受けて罷免された。
汴梁を陥して中原を制した金朝は、宋の趙氏に代わって中原を統治する漢人の皇帝として、金朝に宥和的だった張邦昌を据えようとした。当初張邦昌は皇帝への即位を拒否したが、太宗呉乞買（ウキマイ）を皇帝にいただく金朝からの脅しを受けて靖康2年3月7日（1127年4月20日）に即位し、名目上の首都を金陵（現在の江蘇省南京市）に定めた。
張邦昌が即位した時、自らを「嗣位した」と称して、城内に大赦を行い、自らを擁立した諸臣の官爵を進めて、軍民に賞を与えた。しかし金朝の汴梁支配が限定的なものであることを知っていた張邦昌は、金朝からの使者が来訪した時にしか龍袍を着用せず、玉座にも座らなかった。張邦昌は宋の歴代皇帝の太廟にある牌檔を動かさずそのままにしておき、「靖康」の元号を引き続き用いるなど宋への忠義を持ち続けた。張邦昌が任じた役職にも「権」の字を乗せて、代理であることを示した。
金朝が兵を退くと、靖康2年4月5日（1127年5月17日）に哲宗の皇后であった孟氏（元祐皇后）を宋太后として延福宮に迎え、4月11日（5月23日）に張邦昌は自ら帝号を取り除いて宋太后による垂簾聴政とし、済州にいた康王趙構に帰順した。張邦昌が皇帝に在位していたのは33日間であった。南に逃れた康王は、江南の北宋残存勢力を糾合して南京応天府（現在の河南省商丘市）で高宗として皇帝に即位し、宋朝を復活させた（南宋）。